# 失地回復主義
失地回復主義（しっちかいふくしゅぎ）または復讐主義（ふくしゅうしゅぎ）とは、戦争などによって過去に奪われた自国の領土を奪い返そうとする思想のことである。この思想は、普仏戦争で奪われたアルザス・ロレーヌ地方の奪還に関し、1870年代のフランスにおいてナショナリストの間で広まったことが始まりとされる。

## 概要
失地回復主義は、しばしば愛国的かつ攻撃的な姿勢を出し、タカ派の色彩を強める。

## 事例

### 現代における失地回復の主張
中華人民共和国は、九段線を主張し、また第二次世界大戦直後には中国の領土であった台湾における主権を主張する。